# Gemmileitung
Die Gemmileitung ist eine von den Bernischen Kraftwerken (BKW) in den 1960er-Jahren erstellte Hochspannungsleitung, die von Chippis im Kanton Wallis über den Gemmipass zum Unterwerk Bickigen in der Nähe von Burgdorf im Kanton Bern führt. Die Leitung, seit 2013 im Besitz von Swissgrid, bringt die Energie aus den Kraftwerken im Kanton Wallis zu den Verbrauchszentren im Schweizer Mittelland.

## Geschichte

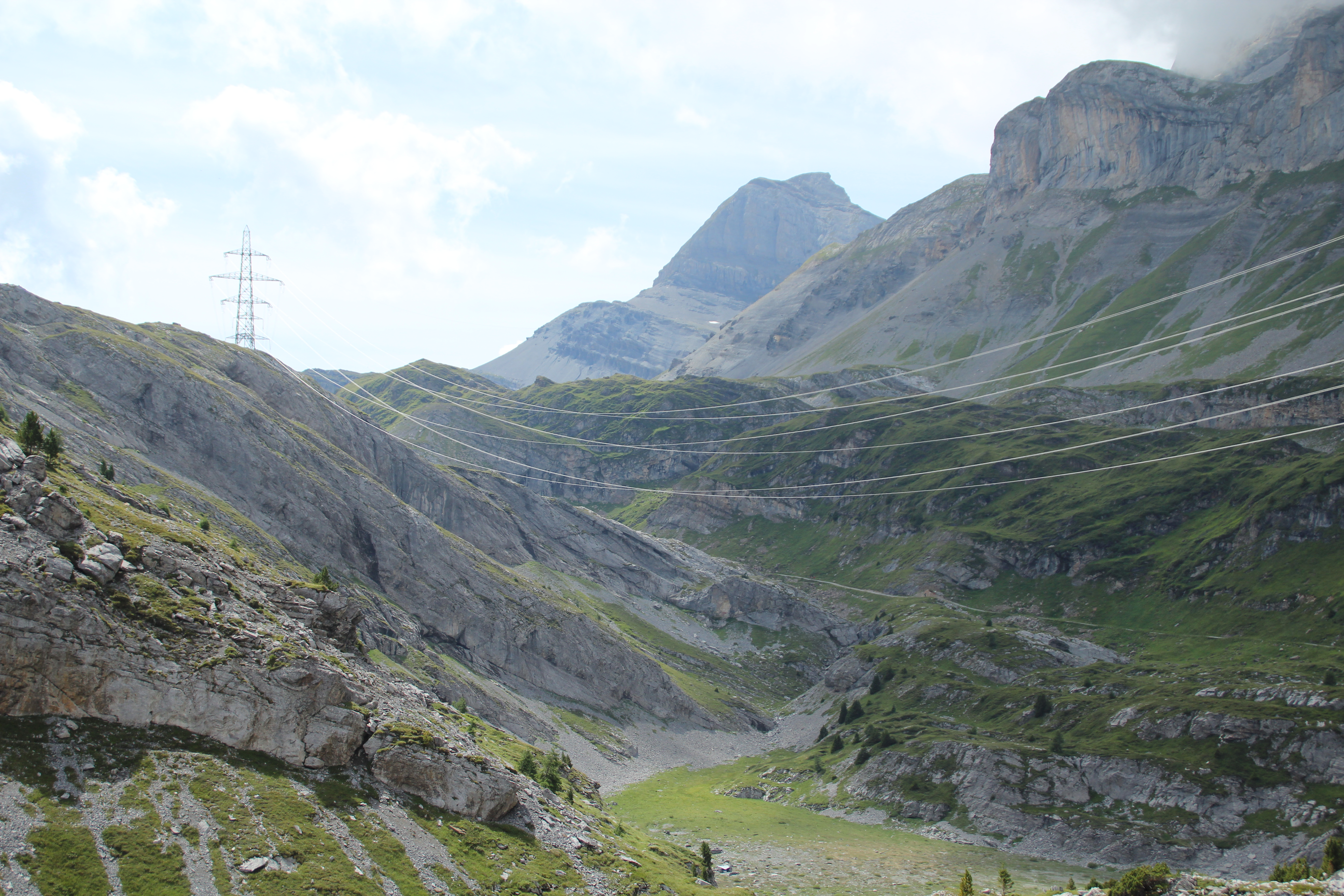
Bei Schwarenbach nach Süden

Anfangs der 1920er-Jahre ging der Energiebedarf der elektrochemischen Industrie im Wallis zurück. Im März 1921 vereinbarte die Alusuisse mit der BKW, dieser eine Leistung von 8 MW aus dem Werk Chippis abzutreten. Die Energie wurde vor allem im Winter nördlich der Alpen dringend benötigt, um den dortigen Mangel zu bekämpfen. Noch im gleichen Sommer wurde eine erste Hochspannungsleitung von Chippis über den Gemmipass nach Kandersteg gebaut, die mit einer Spannung von 55 kV betrieben wurde und ab November 1921 Energie in den Norden lieferte. 1944/45 wurde die Leitung für eine Übertragungsleistung von 50'000 kVA bei einer Spannung von 65 kV ausgebaut.
1964/65 wurde die heute bestehende Gemmileitung als längste Hochspannungsleitung der Schweiz erstellt. Sie beginnt im Unterwerk Creux-de-Chippis bei Siders im Kanton Wallis, führt über den Gemmipass und endet im Unterwerk Bickigen in der Gemeinde Wynigen. Die 106 km lange Leitung führt über 297 Masten, von denen 60 im Kanton Wallis und 237 im Kanton Bern stehen. Die sechs Bündelleiter sind für eine elektrische Spannung von 380 kV ausgelegt, werden aber nur mit 220 kV betrieben. Der Bemessungsstrom beträgt 1920 A.
2014 stellte Swissgrid ein Projekt zur Erhöhung der Spannung auf 380 kV vor, wobei der Bemessungsstrom auf 1500 A reduziert wird. Obwohl die Leitung ursprünglich für diese Spannung bewilligt wurde, muss sie wegen geänderter gesetzlicher Bestimmungen umgebaut werden. Die Bewilligung wird für Ende 2019 erwartet. 

## Weiterführende Leitungen
Von Bickigen führt eine weitere Hochspannungsleitung zum Stern von Laufenburg, wo Verbindung zum europäischen Verbundnetz besteht. Diese Leitung führt durch die Kantone Bern, Solothurn, Basel-Landschaft und Aargau. Auf dem Matzendörfer Stierenberg südwestlich des Scheltenpasses ist eine von Bassecourt kommende 380-kV-Leitung in die Leitung Bickigen-Laufenburg eingeschlauft.